# An Innocent Affair
An Innocent Affair is een Amerikaanse filmkomedie uit 1948 onder regie van Lloyd Bacon. Destijds werd de film in Nederland uitgebracht onder de titel Zaken gaan voor het meisje.

## Verhaal
Vincent Doane moet een zakelijke overeenkomst sluiten met zijn ex-verloofde Margot Fraser, maar zij heeft meer belangstelling voor hem dan voor zakendoen. Zijn vrouw Paula krijgt argwaan en ze wil de tabaksmagnaat Claude Kimball versieren om de aandacht van haar man te trekken. Ze weet niet dat Kimball een goede vriend is van Vincent.

## Rolverdeling
| Acteur            | Personage      |
| ----------------- | -------------- |
| Fred MacMurray    | Vincent Doane  |
| Madeleine Carroll | Paula Doane    |
| Charles Rogers    | Claude Kimball |
| Rita Johnson      | Eva Lawrence   |
| Louise Allbritton | Margot Fraser  |
| Alan Mowbray      | Ken St. Clair  |
| Michael Romanoff  | Ober           |
| Pierre Watkin     | T.D. Hendricks |
| William Tannen    | Gaylord        |
| James Seay        | Lester Burnley |
| Matt McHugh       | Ted Burke      |
| Marie Blake       | Hilda          |
| Susan Miller      | Zangeres       |
| Anne Nagel        | Gladys         |
| Eddie Le Baron    | Orkestleider   |